# Gustaf Johan Funck
Gustaf Johan Funck, född 11 oktober 1775 på Almstad, Tåby socken, död 16 april 1852 på Bölltorp, Skönberga socken, var en svensk friherre och akvarellist.
Han var son till bergsrådet Alexander Funck och Beata Margareta Löfgren och gift första gången 1811 med Carolina Gustava Catharina Ehrenborg och andra gången från 1834 med Johanna Carolina Vilhelmina Klöfverskjöld. Efter avlagd studentexamen 1789 avlade han juristexamen 1794 och bergsexamen 1795, samma år utsågs han till auskultant i bergskollegium. Han var tillförordnad geschworner vid Ädelfors guldverk 1797-1798 och blev 1799 vice notarie i Bergskollegium. Som konstnär arbetade han huvudsakligen med akvareller och bland hans bevarade arbeten finns en bok med gruvkartor och akvareller som färdigställdes 1796.